# دورة الألعاب الأمريكية الشتوية 1990
عقدت دورة الألعاب الأمريكية الشتوية 1990 في فصل الشتاء في الأرجنتين لاس لينياس، من 16 سبتمبر - 22 سبتمبر، 1990. كانت فقط ضمن دورة الألعاب الأمريكية الشتوية . شارك حوالي 97 رياضيا من 8 دول في رياضة واحدة وهي رياضة التزلج على المنحدرات الثلجية.

## الفرق المشاركة

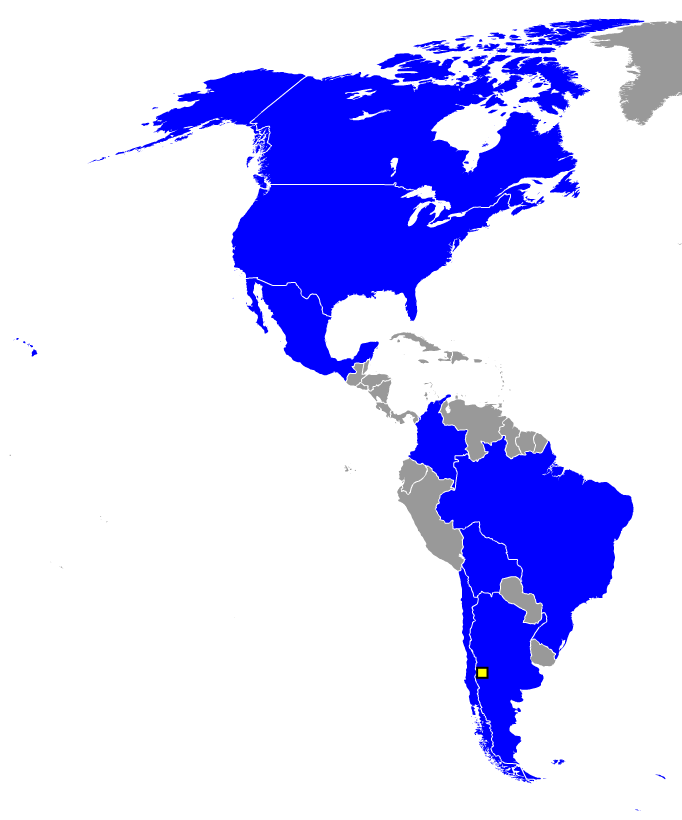
الدول التي شاركت في دورة الألعاب الأمريكية الشتوية 1990، والتي عقدت في لاس لينياس.

- الأرجنتين (26)
- بوليفيا (2)
- البرازيل (5)
- كندا (25)
- تشيلي (9)
- كولومبيا (1)
- المكسيك (4)
- الولايات المتحدة (25)

## جدول الميداليات
| الترتيب | منتخب            | ذهبية | فضية | برونزية | المجموع |
| ------- | ---------------- | ----- | ---- | ------- | ------- |
| 1       | الولايات المتحدة | 4     | 2    | 5       | 11      |
| 2       | كندا             | 2     | 4    | 1       | 7       |